# Mayer Ker. János
Mayer Ker. János (Stájerlak, 1872. június 6. – Újarad, 1935. március 20.) magyar katolikus pap és zenekritikus.

## Életútja
Középiskolai és teológiai tanulmányait Temesvárt végezte. 1900-tól a temesvári állami főgimnázium tanára, a római katolikus papi szeminárium prefektusa. Szerkesztette és gondozta a Temesvári Zenekedvelők Egyesületének kiadványait. Bartók Béla egyik legelső méltatója: 1906-ban a Délmagyarországi Közlöny hasábjain lelkesen számolt be első temesvári hangversenyéről. 1910-től haláláig Újaradon plébános. Zenetörténeti és -elméleti tanulmányait a Katolikus Egyházi Zeneközlöny és a Zenei Szemle, zenekritikáit, beszámolóit, publicisztikai írásait a Temesvári Hírlap, Erdélyi Hírlap, Aradi Közlöny és a Déli Hírlap közölte.